# Phyllanthus decipiens
Phyllanthus decipiens là một loài thực vật có hoa trong họ Diệp hạ châu. Loài này được (Baill.) Müll.Arg. miêu tả khoa học đầu tiên năm 1866.